# Autotune (Musikprojekt)
Autotune ist ein DJ- und Live-Musikprojekt auf dem Plattenlabel Fumakilla aus Berlin. Es wurde 1999 von Adel Dior und Jan-Eric Scholz aka Tony Planet gegründet. Ihre Musik ist eine Mischung aus Techno, Electro und den Elementen des Funk.

## Diskografie
- 1999: Fuzziyama – (BPitch Control 5)
- 1999: Exploding Fist – (Müller Records 21)
- 2000: Ladyshaker – (Müller Records 24)
- 2001: Sonic Works – (Müller Records 31)
- 2002: Capital Killer – (Polygramm)
- 2002: Model Ideal – (Modem)
- 2002: Blow Funk EP – (Fumakilla 03)
- 2002: Players Stuff EP – (Fumakilla 07)
- 2004: Psycho Revolution EP – (Fumakilla 11)
- 2006: Department 1 – (Fumakilla 18)
- 2006: Dirty – (Fumakilla 21)
- 2007: Influensa – (Fumakilla Lab 01)
- 2007: 24h A Day – (Forcetracks 07)
- 2008: Balou – (Fumakilla 27)